# Anderson-Lokalisierung
Als Anderson-Lokalisierung oder starke Lokalisierung wird in der Physik die Unterdrückung der Diffusion in ungeordneten Umgebungen bezeichnet, falls der Grad der Unordnung (Konzentration der Störstellen) eine bestimmte Schwelle überschreitet. Der Effekt ist nach Philip Warren Anderson benannt, der 1958 im Paper Absence of Diffusion in Certain Random Lattices ein einfaches Modell zur Beschreibung solcher Transportprozesse vorschlug und den Effekt vorhersagte.
Der Hamilton-Operator für das Anderson-Modell ist:
{\displaystyle H=\sum \limits _{n,m}t_{nm}{\big (}|n\rangle \langle m|+|m\rangle \langle n|{\big )}+W\sum \limits _{n}v_{n}|n\rangle \langle n|}
mit
- {\displaystyle |n\rangle } den Zustand am Gitterplatz {\displaystyle n} (siehe Wannier-Basis); die Summen laufen über alle Gitterplätze des {\displaystyle d}-dimensionalen hyperkubischen Gitters
- dem Hüpfmatrix-Element {\displaystyle t_{nm}} für den Hüpfprozess zwischen den Gitterplätzen {\displaystyle n} und {\displaystyle m} (und umgekehrt)
- der Potentialstärke {\displaystyle W}
- der Menge {\displaystyle v_{n}\in \left[-{\tfrac {1}{2}},{\tfrac {1}{2}}\right]} als zufällige Anordnung der on-site-Energien.

Vereinfacht werden oft nur Hüpfprozesse zwischen nächsten Nachbarn betrachtet, die dann alle dasselbe Hüpfmatrix-Element haben; dann erkennt man ein Tight-Binding-Modell, d. h. das Teilchen (hier keine Wechselwirkungseffekte, daher Einteilchenbild) erhält kinetische Energie durch Hüpfprozesse, muss allerdings eine vom Gitterplatz abhängige potentielle Energie bezahlen (daher on-site-Energie). In diesem Modell kann es aus zwei Gründen zur Lokalisierung des Elektrons kommen: Wenn das Potential sehr stark wird und wenn es hinreichend ungeordnet ist.
Die Anderson-Lokalisierung beschreibt nur Einteilchensysteme  oder Vielteilchensysteme ohne Wechselwirkung unter den Teilchen. Vielteilchensysteme mit wechselwirkenden Teilchen können ebenfalls eine lokalisierte Phase ausprägen. Dieser Prozess wird Vielteilchenlokalisierung genannt.

## Auswirkung
Infolge der Anderson-Lokalisierung verschwinden am absoluten Temperaturnullpunkt bei Überschreiten der erwähnten Schwelle die elektrische Leitfähigkeit und alle anderen mit der Diffusivität zusammenhängenden Größen; man spricht deshalb auch von einem (Anderson’schen) Metall-Isolator-Übergang (es gibt auch den Mott’schen Metall-Isolator-Übergang; dieser wird nicht durch Unordnung, sondern durch elektrostatische Korrelationseffekte verursacht).
In der quantenmechanischen Lokalisierungstheorie wird ein Teilchen in einer mikroskopisch ungeordneten Umgebung  betrachtet (zufälliges Potential), während beim analogen klassischen Problem, dem Perkolationsproblem, ein makroskopisch inhomogenes System vorliegt. In beiden Fällen tritt ein Phasenübergang auf, der durch die Existenz einer kritischen Energie {\displaystyle E_{\mathrm {c} }} charakterisiert wird.
Bei der Behandlung von Anderson-Übergängen sind speziell die Einelektronen-Wellenfunktionen
- für {\displaystyle E>E_{\mathrm {c} }} „ausgedehnt“ (also nicht-quadratintegrierbar, aber leitfähig)
- für {\displaystyle E<E_{\mathrm {c} }} fallen sie exponentiell ab (d. h. sie sind „lokalisiert“, also quadratintegrierbar und nicht-leitfähig).

Daher hängt der elektronische Transport in einem ungeordneten System bei {\displaystyle T=0} wesentlich von der Lage der Fermi-Kante {\displaystyle E_{\mathrm {F} }} relativ zu {\displaystyle E_{\rm {c}}} ab:
- für {\displaystyle E_{\mathrm {F} }>E_{\mathrm {c} }} liegt ein Leiter vor,
- für {\displaystyle E_{\mathrm {F} }<E_{\mathrm {c} }} dagegen ein Isolator.